# Vriesea imperialis
Vriesea imperialis là một loài thực vật có hoa trong họ Bromeliaceae. Loài này được Carrière miêu tả khoa học đầu tiên năm 1888.

## Hình ảnh

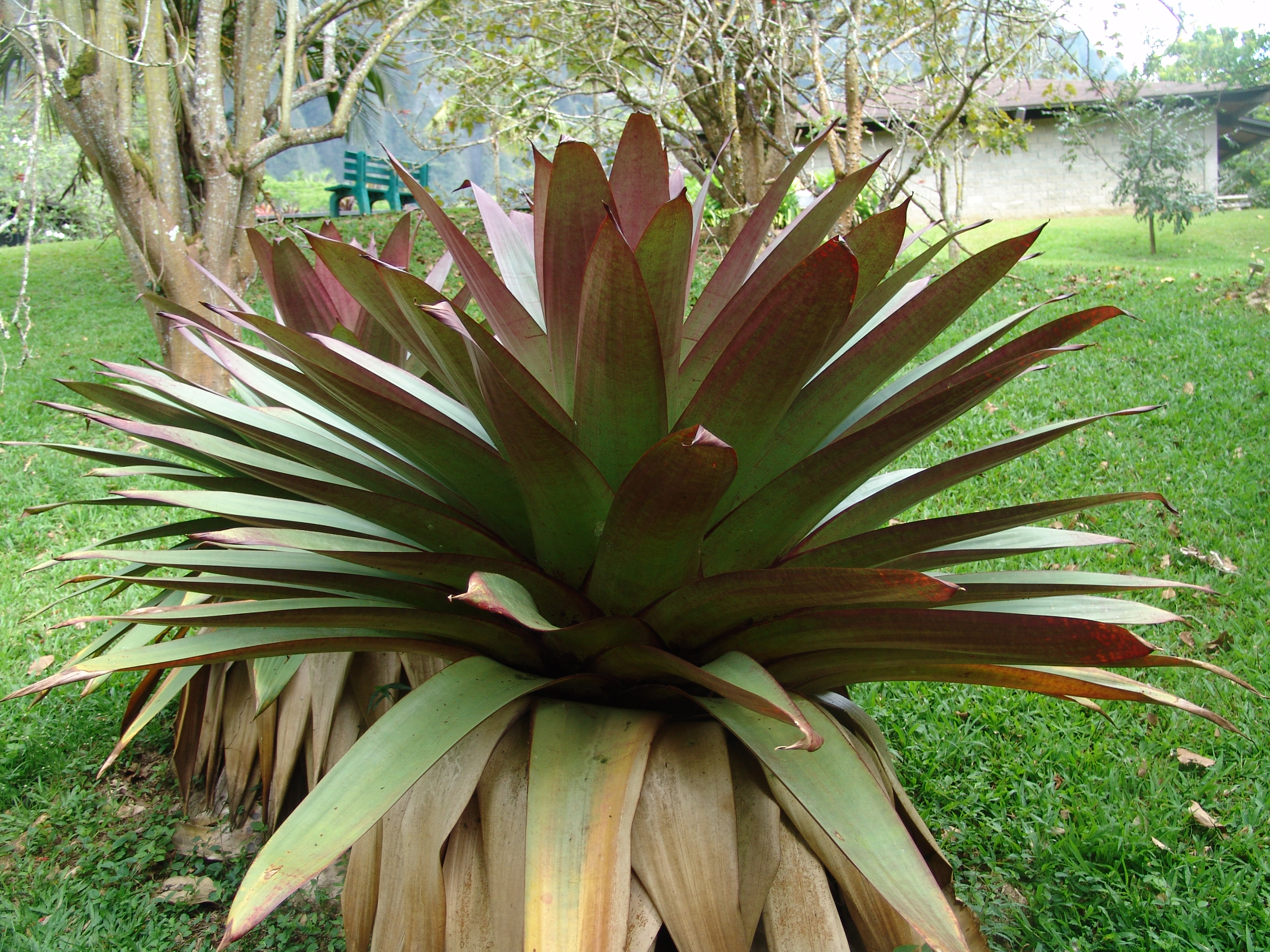
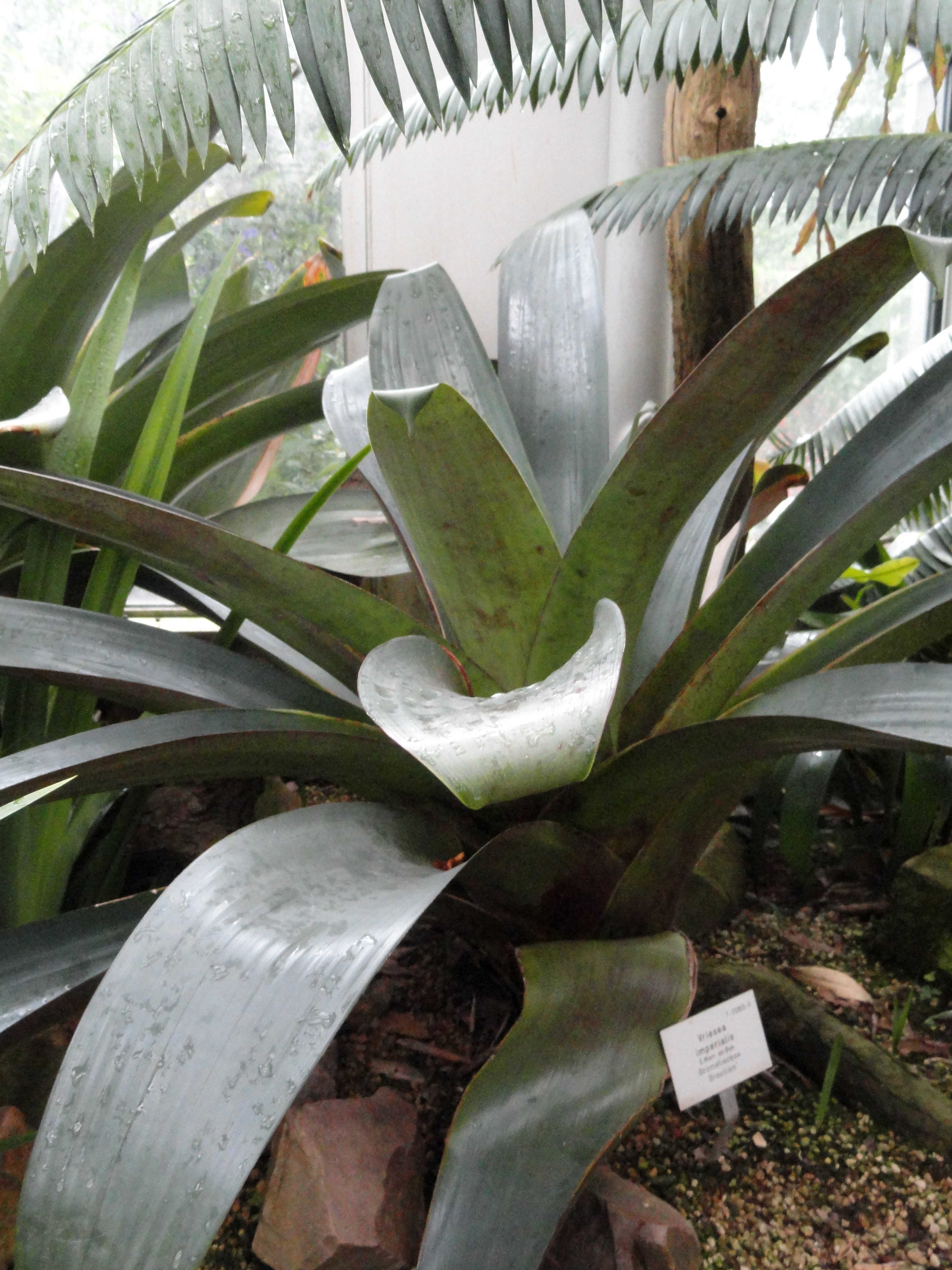